# Јанићева кафана у Остружници
Јанићева кафана у Остружници је стара механа (кафана) из прве половине 19. века, која се налази у центру Остружнице, на адреси Карађорђева бр. 19. Представља непокретно културно добро као споменик културе.

## Историја
Као састајалиште мештана и путника „Јанићева кафана“ представљала је у прошлости главно окупљалиште мештана,
савременим речником речено јавну трибину, где су се износили одређени ставови за низ значајних питања и проблема из живота насеља.
Кућа је до 1971. године била полусрушена. Године 1971. реконструисана је према конзерваторским условима које је издао Завод за заштиту споменика културе града Београда и враћен у првобитно стање. Све радове на реконструкцији и уређењу извео је тадшањи власник објекта, углавном сам и само својим новчаним средствима.

## Изглед зграде
Објекат „Јанићева кафана” припада типу старе моравске куће и представља пример репрезентативне народне архитектуре. Овакве објекте подизали су по српским варошицама и селима богатији грађани, најчешће трговци.
Зграда је бондручне конструкције. На главној фасади налази се аркадни трем. Спољни, носећи зидови зидани су од ломљеног камена и малтерисани. Унутрашњи, преградни зидови рађени су у бондруку са испуном од опеке. Кровна конструкција је дрвена са дрвеним гредама, а кров је покривен бибер-црепом. Прозори су дупли и двокрилни. Спољна улазна врата на главној уличној фасади су дупла, док су унутрашња једнокрилна, од пуног дрвена. Подови су од опеке и дашчани. Плафони су рађени од летава и обрађени лепом.
Зграда се састоји од седам просторија, две кафанске сале у предњем делу, кухиње, келнераја и остава у задњем делу зграде. Собе за становање власника лоциране су у источном крилу и одвојене су ходником. Као објекат јавне намене и репрезентативне архитектонске обраде с јединственим, може се рећи монументалним решењем просторне диспозиције представља изузетно значајно остварење нашег народног неимарства.

## Заштита
Објекат носи назив „Јанићева кафана“ јер се дуже време налазио у власништву породице Јанић. Објекат је евидентирао Завод за заштиту споменика културе града Београда 1965. године. Због историјских, етнографских и архитектонских вредности проглашена је за споменик културе 1972. године.
Ова стара механа у потпуности је прилагођена савременом начину живота и показатељ је да се, упркос убрзаној урбанизацији, оваква архитектура може у потпуности сачувати и прилагодити савременим условима. Присуство ове зграде у центру Остружнице успоставља континуитет у даљем развоју насеља и представља драгоцен узорак архитектуре.